# Joachim von Kortzfleisch
Joachim von Kortzfleisch (3 de enero de 1890 - 20 de abril de 1945) fue un general alemán en la Wehrmacht durante la II Guerra Mundial. Era el comandante del grupo de defensa III (Berlín) y tuvo un papel en asegurar el fracaso del intento de golpe de Estado del complot del 20 de julio, que intentó asesinar a Adolf Hitler, y que fue liderado por un primo distante de Kortzfleisch, Claus von Stauffenberg.

## Biografía
Joachim von Kortzfleisch nació en una familia aristocrática de Westfalia en Braunschweig, Ducado de Brunswick, siendo el hijo del Mayor General prusiano Gustav von Kortzfleisch (1854-1910) y de Elsbeth Oppermann (1862-1937). Se unió al ejército en 1907 y después de servir en la I Guerra Mundial en un batallón de metralleta fue oficial en el Reichswehr, alcanzando el rango de Mayor General para 1937. Era Teniente General y comandante de la 1.ª División de Infantería al estallido de la II Guerra Mundial y fue compensado con la Cruz de Caballero de la Cruz de Hierro el 1 de septiembre de 1940 como comandante del XI Cuerpo de Ejército de la Wehrmacht.
El 20 de julio de 1944 como comandante del grupo de defensa III (Berlín) fue convocado a la Bendlerstrasse por el General Friedrich Fromm. Cuando llegó, se quedó perplejo al ver que Fromm no estaba ya al mando, y que Ludwig Beck tenía ahora el control. Enfadadamente se negó a obedecer las órdenes de la Operación Valquiria emitidas por uno de los principales conspiradores, el General Friedrich Olbricht y se puso a gritar "el Führer no está muerto" y refiriéndose al juramento de lealtad a Hitler. Fue arrestado y puesto bajo vigilancia por los conspiradores y dijo que no tenía el deseo de tomar parte en un golpe de Estado ya que era solo un soldado interesado solo en irse a casa y limpiar la maleza de su jardín. Fue remplazado en su mando por el General Karl Freiherr von Thüngen y se le permitió más tarde abandonar el Bendlerblock. Subsiguientemente interrogó al Mayor Hans-Ulrich von Oertzen quien era uno de los partidarios del complot. Kortzfleisch se sorprendió más tarde al saber que el oficial que lideraba el golpe era su primo distante Claus von Stauffenberg, quien había asistido recientemente a una boda con Kortzfleisch el año anterior.
En marzo de 1945 era el comandante de la Cabeza de Puente del Rin en el Grupo de Ejércitos B a las órdenes del Mariscal de Campo Walter Model. Fue muerto por soldados del 737.º Batallón de Tanques del Ejército de Estados Unidos el 20 de abril de 1945. Kortzfleisch y un puñado de soldados intentaron alcanzar Berleburg, moviéndose por detrás de las líneas enemigas. Una patrulla estadounidense lo encontró en Schmallenberg-Wulwesort, Sauerland. El general se defendió con una pistola ametralladora y fue rodeado por soldados de EE. UU., y se le requirió que levantara las manos. Después de rechazar hacerlo, fue instantáneamente disparado por un soldado de EE.UU.

## Condecoraciones
- Cruz de Caballero de la Cruz de Hierro el 4 de septiembre de 1940 como General de Infantería y comandante del XI. Cuerpo de Ejército[3][4]

### Citas
1. ↑  Michael C Thomsett (1997). The German Opposition to Hitler: The Resistance, the Underground, and Assassination Plots, 1938-1945. McFarland. ISBN 0-7864-0372-1.
2. ↑  Joachim Fest (1994). Plotting Hitler's Death: The German Resistance to Hitler, 1933-1945. Weidenfeld & Nicolson. ISBN 0-297-81774-4.
3. ↑  Fellgiebel 2000, p. 270.
4. ↑  Scherzer 2007, p. 467.